# Radkov, Opava
Radkov là một làng thuộc huyện Opava, vùng Moravskoslezský, Cộng hòa Séc.